# Supercopa de Bangladés
La Supercopa de Bangladés es el partido en el que se enfrentan el campeón de la Liga de Fútbol de Bangladés con el ganador de la Copa Federación de Bangladés, el cual es organizado por la Federación de Fútbol de Bangladés.

## Historia
Fue inaugurado en el año 2009, justo el año en el que la Liga de Fútbol de Bangladés se volvió profesional, y el primer ganador de la copa fue el Mohammedan luego de vencer al Abahani Limited el 11 de marzo.
La copa da un premio monetario para el ganador de $150.000, un récord en Asia para un ganador de supercopa.

## Ediciones anteriores
- 2009 : Mohammedan SC
- 2011 : Abahani Limited[4]
- 2013 : Mohammedan SC[5]

## Títulos por Equipo
| Año              | Campeón | Finalista | Años Campeón | Años Finalista |
| ---------------- | ------- | --------- | ------------ | -------------- |
| Mohammedan SC    | 2       | 1         | 2009, 2013   | 2011           |
| Abahani Limited  | 1       | 1         | 2011         | 2009           |
| Sheikh Russel KC | 0       | 1         |              | 2013           |

## Patrocinadores
- 2009 : Citycell
- 2011 & 2013 : Grameenphone